# Расторгуев, Николай Вячеславович
Никола́й Вячесла́вович Расторгу́ев (род. 21 февраля 1957, Лыткарино, Московская область) — советский и российский музыкант, певец, гитарист, актёр; народный артист Российской Федерации (2002), заслуженный артист Карачаево-Черкесской Республики (2014). Член партии «Единая Россия» с 2006 года. Депутат Государственной думы Федерального собрания Российской Федерации V созыва. Бессменный лидер и солист группы «Любэ».
С 6 октября 2022 года за поддержку вторжения России на Украину находится под санкциями всех стран Европейского союза, Швейцарии, Канады и Украины.

## Биография

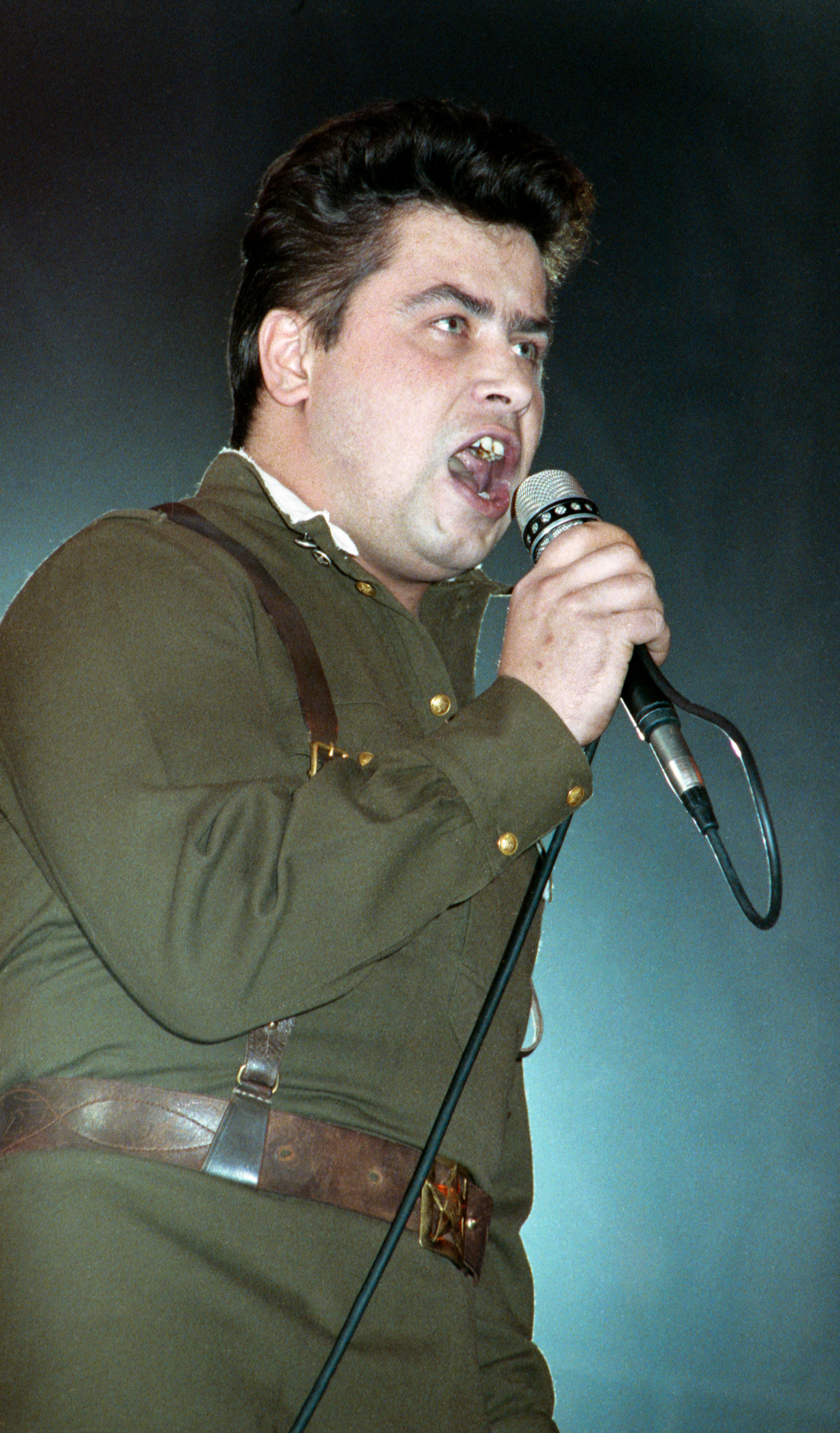
В начале карьеры, январь 1991

### Детство
Расторгуев родился в семье водителя Вячеслава Николаевича Расторгуева (1932—2015) и швеи Марии Александровны Калмыковой (род. 18 марта 1930).
Семья происходила из Тамбовской области — дед певца Николай был потомственным кузнецом, его женой стала Анна Петухова — дочь состоятельного мельника, которого раскулачили; поженившись, они обосновались в Подмосковье. Его зажиточный прадед по материнской линии Николай Терентьевич Калмыков был репрессирован, его дед Александр Николаевич Калмыков всю жизнь работал бухгалтером. Его бабушка Зинаида Васильевна Калмыкова (урождённая Орлова), была дочерью репрессированного приходского псаломщика (Владимирская церковь (Быково)), внучкой приходского священника, в браке стала многодетной матерью и была награждена орденом Матери-Героини.
В детстве не очень старательно учился в школе № 3 в Лыткарино, но читал, рисовал, увлекался творчеством группы «The Beatles». По словам певца, они сподвигли его заняться музыкой. В качестве вокалиста он выступал в музыкальном ансамбле (репетировал в ДК «МИР», Лыткарино) люберецкого дворца культуры. Увлечение «Ливерпульской четвёркой» сыграло немаловажную роль в поисках творческого пути. Позже, когда увлечение переросло в смысл жизни и основное занятие, Расторгуев перепел любимые хиты «The Beatles», которые были изданы в 1996 году отдельным альбомом «Четыре ночи в Москве», а позже на диске «Birthday (With Love)» (2007). Содержание отличается от творчества группы, хотя запись проходила с помощью участников «Любэ». Вышла даже не кавер-версия, а точное копирование. По словам исполнителя, «Я люблю эти песни, потому что они содержат невероятный мощный заряд. Я намеренно не менял аранжировку большинства из них, стараясь сохранить оригинальный дух Битлз, и очень трудно изменить что-то совершённое».

### Ранние годы
После школы Расторгуев учился в Московском технологическом институте лёгкой промышленности, однако его не окончил, так как был отчислен. Причиной послужила драка со старостой, который постоянно закладывал всех. После института стал работать слесарем в Центральном институте авиационного моторостроения в Лыткарино.
Расторгуев не служил в армии, так как, по его словам, не прошёл медкомиссию:

«Меня не взяли из-за здоровья: не прошёл медкомиссию и получил „белый билет“, хотя всерьёз настраивался на службу, ждал призыва и мечтал попасть во взрослые войска типа ВДВ. Я сугубо мирный человек, но могу сказать, что служить, конечно, надо. В такой стране, как Россия, армия должна быть сильной, дееспособной и победоносной. Другое дело, как в нашей армии служится бедному солдату…»
— Николай Расторгуев. Из интервью газете «Мегаполис-Экспресс»
По другой версии, озвученной Расторгуевым, его не призвали в армию из-за его учёбы в ВУЗе:

«Я не служил, но хотел. Причём просился не куда-нибудь, а в элитные войска — в морскую пехоту, десант. Но меня не взяли, потому что я учился в институте. Так что с десантом ничего не получилось».
— Николай Расторгуев

### Музыкальная карьера
До создания группы «Любэ» Расторгуев участвовал в других группах и ансамблях.
В 1978 году на молодого человека обратил внимание джазмен Виталий Клейнот, пригласивший Расторгуева вокалистом в ВИА «Шестеро молодых» на место покинувшего коллектив Андрея Кирисова.
В 1978—1980 годах Расторгуев был вокалистом ВИА вместе с Валерием Кипеловым, будущим вокалистом «Арии».
В 1980 году этот ансамбль полностью вошёл в состав ВИА «Лейся, песня», где Расторгуев пел вплоть до 1985 года, когда ансамбль был закрыт властями за невыполнение государственной программы. В «Лейся, песня» с Расторгуевым также играли и пели Валерий Кипелов, Сергей Черняков (будущий барабанщик групп «Альфа» и «Чёрный Кофе»), Максим Капитановский, а руководителем являлся Михаил Шуфутинский. Расторгуев вместе с Кипеловым участвовал в прослушиваниях в ансамбль «Поющие сердца», но вакансии вокалиста для него не нашлось.
В 1985—1986 годах Расторгуев играл на бас-гитаре и какое-то время пел в группе «Рондо», затем в ВИА «Здравствуй, песня!». Вместе с ВИА «Здравствуй, песня!» принял участие в первом официальном московском рок-фестивале «Рок-панорама-1986». В 1989 году записал три песни на музыку Вячеслава Добрынина на диске «На теплоходе музыка играет». Группа именовалась просто «ЧП». Имя и фамилия Расторгуева на обложке пластинки не упоминались.
Но уже с 1989 года Расторгуев стал солистом группы «Любэ» с момента создания группы Игорем Матвиенко, который вынашивал идею создания нового музыкального коллектива с национально-патриотическим уклоном и мужским вокалом ещё с 1987 года. Первая гастрольная поездка Расторгуева в роли фронтмена группы «Любэ» прошла в том же 1989 году. Характерным атрибутом сценического образа Расторгуева стала военная гимнастёрка, носить которую ему посоветовала Алла Пугачёва на своих «Рождественских встречах». Однако в конце 1990-х годов после химчистки эта гимнастёрка села, а найти подобную же гимнастёрку образца 1943 года стало достаточно трудно, и с тех пор певец обычно выступал в обыкновенной одежде, отчасти напоминающей военный френч. Но на концерте, посвящённом 50-летию Игоря Матвиенко, Расторгуев вновь выступил в гимнастёрке.
В 1991 году, на презентации «Чёрного альбома» группы «Кино» в Московском дворце молодёжи, Расторгуев едва не подрался с Юрием Шевчуком, лидером группы «ДДТ». Спустя два месяца они помирились.
В 1997 году указом Президента Российской Федерации № 1868 «За заслуги перед государством, большой вклад и укрепление дружбы между народами, многолетнюю плодотворную деятельность в области культуры и искусства» Расторгуеву присвоено звание «Заслуженный артист Российской Федерации».
В 1998 году Расторгуев выступил на конкурсе «Песня года» в дуэте с Софией Ротару c песней «Засентябрило».

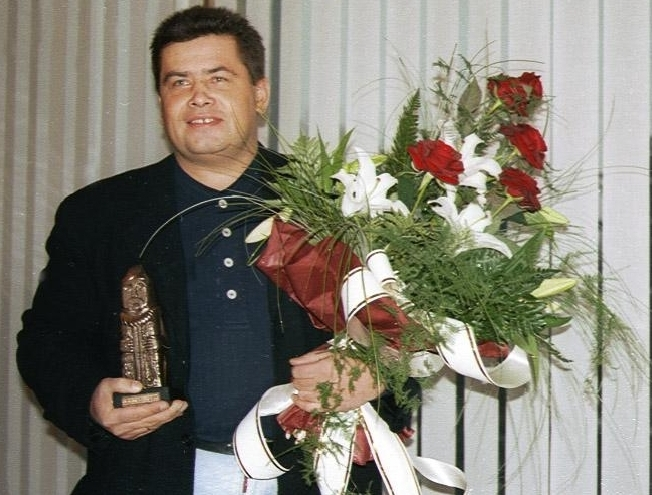
В 2000 году

С ноября 1999 года Расторгуев помимо вокала в группе стал играть на акустической гитаре и бубне, а с 2012 года — на электрогитаре. По его признанию, он начал играть, потому что «некуда было девать руки на сцене».

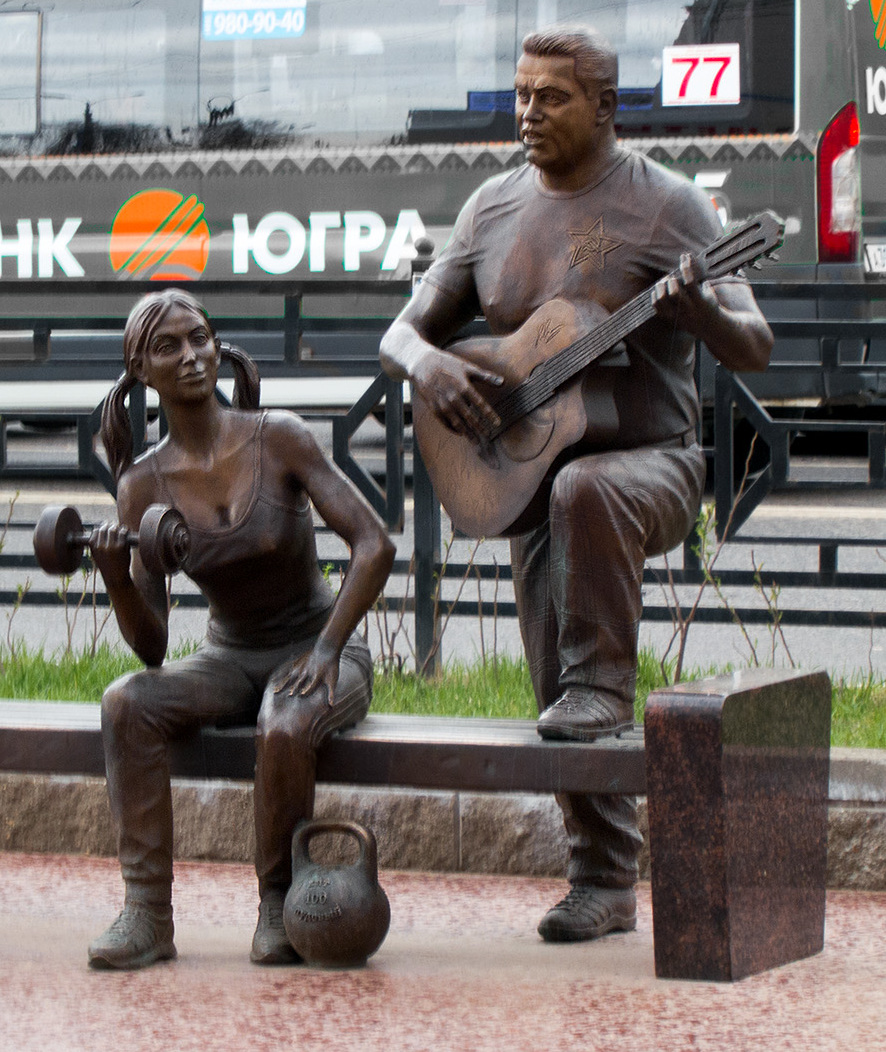
Скульптурная композиция «Дуся — Агрегат» в Люберцах

В 2002 году Расторгуеву было присвоено звание «Народный артист Российской Федерации». В том же году певец дебютировал на театральных подмостках Театра имени Маяковского в спектакле Андрея Максимова «Любовь в двух действиях».
В 2005 году Расторгуев пробовал себя в роли телеведущего и снялся в цикле телевизионных документальных программ «Вещи войны». Также он попробовал себя в роли кинопродюсера, сняв в 2015 году полнометражную картину «72 часа», рассказывающую о комсомольском подполье во времена Великой Отечественной войны.
5 сентября 2015 года на улице Смирновской в подмосковных Люберцах была установлена скульптурная композиция, посвящённая творчеству группы Любэ.
12 июня 2017 года Расторгуеву на концерте в Туле стало плохо; по предварительным данным, у певца случился сердечный приступ.
По словам директора группы «Любэ» Олега Головко, Расторгуеву диагностировали аритмию.
В 2018 году Расторгуев опроверг слухи о том, что переехал в Германию.
С февраля 2024 года — один из голосов «Радио Гордость».

## Предпринимательство и недвижимость
В 2015 году Роскомнадзор выставил единственную свободную частоту 105 FM в Москве на конкурс под концепцию «литературного радио», где единственную заявку подала компания «Дом музыки» Расторгуева. В июне 2016 года в качестве единственного претендента на конкурсе Роскомнадзора получила 47 частот в российских регионах (включая города-миллионники: Новосибирск, Самара, Казань, Ростов-на-Дону). Победитель должен заплатить за 47 частот 88,1 миллионов рублей и внести 2 % от этой суммы (1,76 миллионов рублей) в качестве конкурсного взноса, средняя цена за одну частоту в 1,87 миллионов рублей (или 28 тысяч долларов) была в 10 раз меньше рыночной стоимости частоты. В феврале 2024 года на частотах станции начало вещание федеральная музыкально-информационная патриотическая радиостанция Радио Гордость, принадлежащая «Дому музыки». Онлайн-вещание станции и работа над форматом началась в 2023 году на средства гранта Президентского фонда культурных инициатив. С марта в сетке радиостанции появятся информационные выпуски в прямом эфире, утренние и вечерние программы.
В 2007 году Расторгуев переехал двухэтажный особняк, расположенный на участке в 20 соток в коттеджном посёлке «Золотой город» на берегу Клязьминского водохранилища в селе Троицкое . На президентских выборах 2018 года он ходил голосовать на избирательный участок в местном сельском фельдшерско-акушерском пункте. Также в СМИ приводилась информация о том, что у него якобы имеются апартаменты в немецком городе-курорте Баден-Баден и жильё там он купил по соседству с другом и продюсером Игорем Матвиенко. Однако в 2018 году Расторгуев заявил, что это слухи, в Германии он бывает регулярно лишь на гастролях, а останавливается в гостиницах.

## Фильмография
В качестве актёра Расторгуев принимал участие в следующих фильмах:
- 1994 — Зона Любэ — в роли самого себя
- 1996 — Старые песни о главном (телепроект) — Николай Вячеславович Расторгуев, председатель колхоза
- 1997 — Старые песни о главном 2 (телепроект) — приезжий с Севера
- 1997 — Старые песни о главном 3 (телепроект) — каскадёр-красноармеец
- 1999 — На бойком месте — Вукол Ермолаевич Бессудный
- 2000 — Чек — Геннадий Расторгуев, предприниматель и бывший оперуполномоченный
- 2000 — Старые песни о главном. Постскриптум — придворный певец султана
- 2001 — Женское счастье — камео
- 2003 — Полосатое лето — продюсер Шарнин Игорь Валентинович «Шара»
- 2006 — Первый скорый — камео
- 2007 — Первый дома — камео
- 2008 — Новогодняя ночь на Первом канале — сотрудник ДПС на посту
- 2014 — Деньги
- 2015 — Людмила Гурченко — Марк Бернес

Продюсер:
- 2015 — 72 часа
- 2021 — Камень, ножницы, бумага[35]

## Сольная дискография
- 1996 — Четыре ночи в Москве
- 2007 — Birthday (With Love)

Часто данные альбомы относят к общей дискографии Любэ.

## Дискография «Любэ»
Альбомы, сборники и концерты:
- 1989 — Атас
- 1990 — Мы будем жить теперь по-новому (магнитоальбом)
- 1991 — Не валяй дурака, Америка (магнитоальбом)
- 1992 — Кто сказал, что мы плохо жили?..
- 1994 — Зона Любэ
- 1996 — Комбат
- 1997 — Песни о людях
- 1998 — Песни из концертной программы «Песни о людях» в ККЗ «Пушкинский» 24.02.98 (концерт)
- 2000 — Полустаночки
- 2002 — Давай за…
- 2002 — Юбилей. Лучшие песни (концерт к 10-летию группы в спорткомплексе «Олимпийском»)
- 2004 — Ребята нашего полка (сборник)
- 2005 — Рассея
- 2007 — В России (концерт к 15-летию группы в ГЦКЗ «Россия»)
- 2009 — Свои
- 2015 — За тебя, Родина-мать!
- 2022 — Своё (сборник)

## Награды и премии

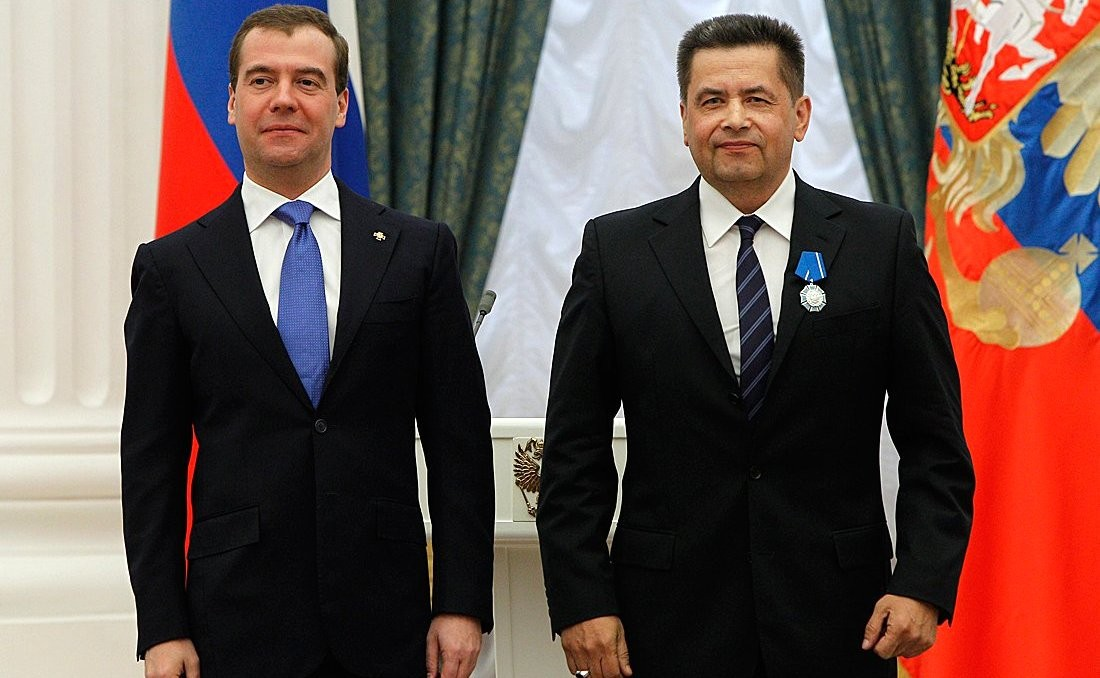
Расторгуев с Дмитрием Медведевым. Награждение Орденом Почёта, 3 мая 2012

- Орден «За заслуги перед Отечеством» IV степени (21 февраля 2007) — за большие заслуги в развитии отечественного эстрадного искусства и многолетнюю плодотворную работу[36].
- Орден Александра Невского (26 августа 2020) — за большой вклад в развитие отечественной культуры и искусства, многолетнюю плодотворную деятельность[37][38].
- Орден Почёта (21 февраля 2012) — за большой вклад в развитие отечественного эстрадного искусства и многолетнюю творческую деятельность[39].
- Народный артист Российской Федерации (10 октября 2002) — за большие заслуги в области искусства[40].
- Заслуженный артист Российской Федерации (16 апреля 1997) — за заслуги в области искусства[41].
- Почётная грамота Президента Российской Федерации (19 мая 2017) — за заслуги в развитии культуры, большой вклад в подготовку и проведение важных творческих и гуманитарных мероприятий[42].
- Благодарность Правительства Российской Федерации (14 ноября 2011) — за многолетнюю плодотворную законотворческую деятельность[43].
- Премия ФСБ России (номинация «Музыкальное искусство», 2006) — за цикл военно-патриотических песен (в том числе «По высокой траве», «Давай за…») и заслуги в области искусства в условиях максимально приближённых к боевым.
- Заслуженный артист Карачаево-Черкесской Республики (13 мая 2014) — за заслуги в области культуры и высокое исполнительское мастерство.
- Знак Преподобного Сергия Радонежского (20 февраля 2017, Московская область)[44].
- Памятный юбилейный знак «65 лет Победы» (8 октября 2010, Республика Тыва, Россия) — за вклад в военно-патриотическое, интернациональное и трудовое воспитание молодого поколения России, заслуги в развитии культуры и искусства, высокое исполнительское мастерство и многолетнюю творческую деятельность[45]
- Премия Министерства обороны Российской Федерации в области культуры и искусства за 2023 год — за значительный личный вклад в развитие отечественного военно-патриотического музыкального искусства[46]

## Личная жизнь

### Семья
Первая жена (1976—1990) — Валентина Расторгуева (род. 1957). Причиной развода стали отношения Николая с Натальей — будущей второй женой.
Сын — Павел Расторгуев (род. 29 ноября 1977) — культуролог по образованию, внучка Соня Расторгуева (род. 2005).
Вторая жена (с 1990) — Наталья Алексеевна Расторгуева (род. 8 марта 1970) — в прошлом костюмер группы «Зодчие».
Сын — Николай Расторгуев (род. 30 марта 1994).
Является крёстным отцом Елисея Певцова, сына актёров Ольги Дроздовой и Дмитрия Певцова.

### Проблемы со здоровьем
В начале 2006 года у Расторгуева обострились проблемы со здоровьем. После новогодних праздников он почувствовал недомогание, жаловался на сильную усталость, бессонницу и режущие боли в пояснице. В результате обследования была обнаружена хроническая почечная недостаточность в запущенной стадии. В этот период ему практически каждый день проводился гемодиализ. И хотя певец продолжил гастроли, выступал он только в тех городах, в клиниках которых был аппарат для этой процедуры — искусственная почка.
В 2009 году Расторгуеву была пересажена донорская почка.
12 сентября 2015 года Расторгуев был госпитализирован в Израиле.
В июне 2017 года был экстренно госпитализирован, из-за чего на концерте на центральной площади в Туле выступил лишь аккомпанирующий состав его группы вместе с местными музыкантами. Врачи диагностировали аритмию.

## Общественная позиция

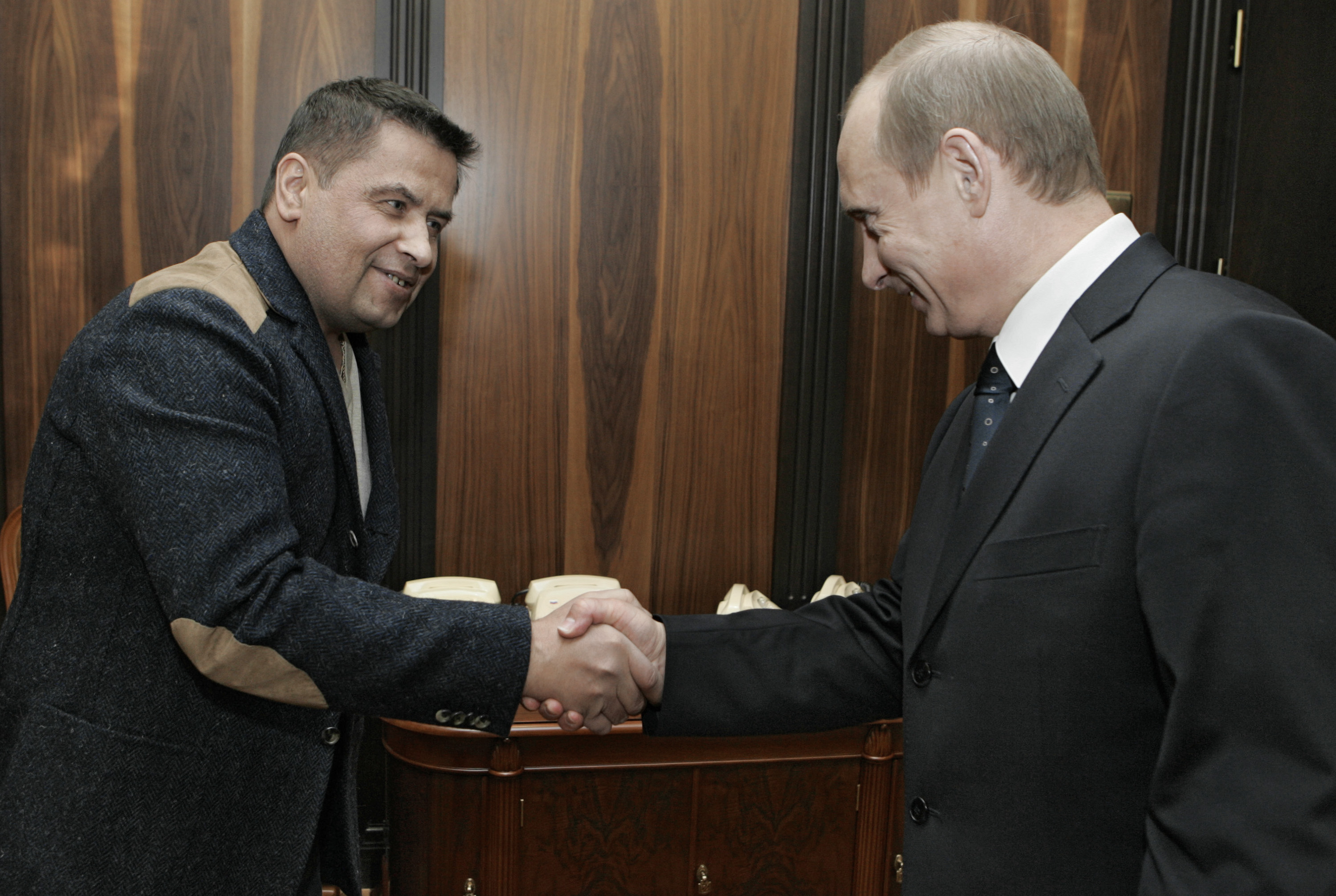
Расторгуев и Владимир Путин, 22 февраля 2007

В 2001 году подписал письмо в защиту телеканала НТВ.
В 2003 году Расторгуев и «Любэ» в ходе выборов в Государственную думу агитировали за патриотический блок «Родина» во главе с Дмитрием Рогозиным и Сергеем Глазьевым.
В 2006 году Расторгуев вступил в партию «Единая Россия» и пообещал принять активное участие в её избирательных кампаниях. Сам Расторгуев свой выбор объяснил так:
Мы (группа «Любэ») решили для себя, что партия «Единая Россия» — это единственная серьёзная политическая сила в стране, которая способна реформировать страну с экономической точки зрения, идеологической и так далее.
В 2010 году стал депутатом Государственной Думы пятого созыва от Ставропольского края, сменив на этой должности депутата «Единой России» Сергея Сметанюка, который был назначен заместителем Полномочного представителя Президента РФ в Уральском Федеральном округе. Расторгуев вошёл в состав Комитета Госдумы по культуре.
В 2011 году подписал Обращение представителей общественности против информационного подрыва доверия к судебной системе Российской Федерации.
6 февраля 2012 года был официально зарегистрирован как доверенное лицо кандидата в Президенты РФ и действующего президента Путина на третий срок.
В марте 2014 года, подписал письмо Путину в поддержку аннексии Крыма.
В августе 2015 года Служба безопасности Украины внесла Расторгуева в список деятелей культуры, действия которых создают угрозу национальной безопасности страны.
В сентябре 2016 года Расторгуев стал доверенным лицом партии «Единая Россия» на выборах в Государственную думу VII созыва.
В ходе президентских выборов 2018 года вошёл в состав движения Putin Team, выступавшего в поддержку Путина на четвёртый срок.
В 2022 году поддержал российское вторжение на Украину. 18 марта 2022 года выступил в «Лужниках» на митинге-концерте в честь годовщины аннексии Крыма под названием «Zа мир без нацизма! Zа Россию! Zа Президента». 30 сентября 2022 года выступил на митинге-концерте, посвящённом аннексии оккупированных украинских регионов. Также принял участие в патриотическом марафоне «Zа Россию» в поддержку вторжения на Украину. Осенью 2022 года, в числе других провластных звёзд российской эстрады, поддерживающих российскую агрессию против Украины, принял участие в записи песни и пропагандистского клипа Встанем.
В 2024 году стал доверенным лицом Путина на президентских выборах. 18 марта 2024 года выступил на митинг-концерте, посвящённом десятилетию анексии Крыма Россией.

## Санкции
В марте 2022 года Латвия запретила Расторгуеву въезд в связи с поддержкой вторжения России на Украину.
В сентябре 2022 года был внесён в санкционные списки Евросоюза причастных к «оккупации, незаконной аннексии и фальшивым референдумам на оккупированных территориях Донецкой, Луганской, Херсонской и Запорожской областей». Европейский союз отмечает, что Расторгуев «поддерживал агрессивную войну России против Украины своими музыкальными выступлениями и общественной деятельностью. Выступал во время пропагандистского митинга в поддержку незаконной аннексии Крыма и войны против Украины». 12 октября внесён в санкционный список Швейцарии. Ранее Расторгуев был внесён ФБК в список коррупционеров и разжигателей войны за участие в концертах в поддержку войны.
3 февраля 2023 года внесён в санкционный список Канады «российских агентов дезинформации» как причастный к распространению российской дезинформации и пропаганды. 24 февраля 2024 года Расторгуев внесён в санкционный список Австралии.
Находится под санкциями Совета национальной безопасности и обороны Украины от 18 апреля 2025 года «О применении персональных специальных экономических и других ограничительных мер» — за оправдание войны против Украины.